# Mélovin
Kostjantyn Mykolajovyč Bočarov (ukrajinsky Костянтин Миколайович Бочаров; * 11. dubna 1997 Oděsa), známější pod uměleckým jménem Mélovin (ukrajinsky Меловін), je ukrajinský zpěvák a skladatel. V roce 2015 vyhrál šestý ročník soutěže X-Factor Ukraine. Reprezentoval Ukrajinu na Eurovision Song Contest 2018 v Lisabonu, s písní „Under the Ladder“ se ve finále umístil na sedmnáctém místě se 130 body.

## Mládí
Narodil se v Oděse rodičům Mykolovi a Valentyně. Již v mladém věku se zajímal o hudbu a jako dítě se účastnil koncertů ve své škole. Později začal chodit na hudební školu, kterou ale před ukončením studia opustil. Následně se zapsal do divadelní školy, kterou absolvoval.

## Kariéra

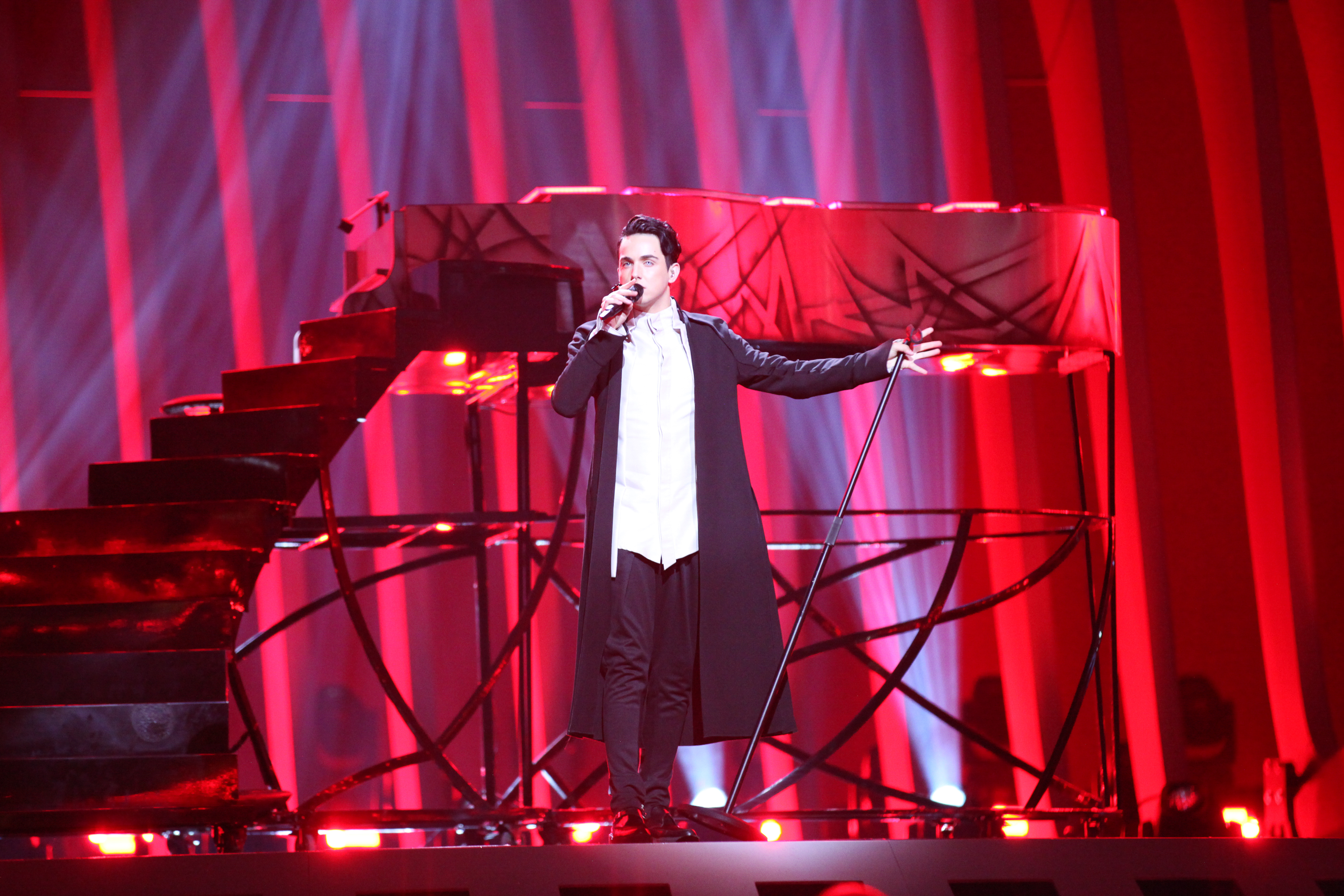
Mélovin během zkoušky před druhým semifinále Eurovision Song Contest 2018

### 2015–2016:X-Factor Ukrajina
Mélovin se zúčastnil castingů do soutěže X-Factor Ukraine třikrát, ale nikdy se nedostal do televizní show. Uspěl až v roce 2015, kdy se probojoval do šesté série soutěže, kterou nakonec ovládl. Poté vyrazil na turné po Ukrajině spolu s dalšími finalisty. V roce 2016 vydal svůj debutový singl „Ne odynokaja“.

### 2017–2018: Eurovize
17. ledna 2017 bylo oznámeno, že se stal jedním z 23 účastníků soutěže Vidbir 2017, což je ukrajinský národní výběr pro Eurovision Song Contest, s písní „Wonder“. Ve třetím semifinále konaném 18. února 2017 obsadil druhé místo a kvalifikoval se do finále. V semifinále získal nejvyšší počet hlasů od diváků, u poroty, kterou tvořili Konstantin Meladze, Džamala a Andrij Danylko, skončil ale až na čtvrtém místě. Ve finále 25. února 2017 se Mélovin umístil na třetím místě poté, znovu získal nejvíce hlasů od diváků, u porotců skončil ale předposlední.
Následující rok se do Vidbiru vrátil, 16. ledna 2018 byl potvrzen jako jeden z 18 soutěžících, tentokrát s písní „Under the Ladder“. Zúčastnil se druhého semifinále 17. února 2018, kde se kvalifikoval do finále, když získal nejvíce hlasů od diváků a u poroty, kterou tvořili Džamala, Andrij Danylko a Eugene Filatov, skončil jako druhý. Finále ovládl 24. února a stal se tak reprezentantem Ukrajiny na Eurovision Song Contest 2018 v Lisabonu. Ve finále skončil na 17. místě, získal pouze 11 bodů od porot a 119 bodů od diváků. Po Eurovizi vydal singl „That's Your Role“.

### 2019–dosud
V roce 2021 vyhrál druhou řadu pořadu The Masked Singer Ukraine.
V roce 2024 se opět pokusil probojovat na Eurovision Song Contest, ve finále Vidbiru s písní „Dreamer“ ale skončil až třetí.

## Diskografie

### EP
- 2017: Face to Face

### Singly
- 2016: „Ne odynokaja“
- 2016: „Na vzljot“
- 2016: „Wonder“
- 2017: „Unbroken“
- 2017: „Hooligan“
- 2017: „Play This Life“
- 2017: „Face to Face“
- 2017: „Svit v poloni“
- 2018: „Under the Ladder“
- 2018: „That's Your Role“
- 2018: „Z toboju, zi mnoju, i hodi“
- 2018: „Čudova myt'“
- 2019: „Ty“
- 2019: „Oh, No!“
- 2019: „Expectations“
- 2019: „Your Entertainment“
- 2019: „Want You to Stay“
- 2019: „Vitryla“
- 2020: „Dance with the Devil“
- 2021: „I krov kypyt'“
- 2021: „Tajemnyj znak“
- 2021: „Kit i drama'“
- 2022: „Ne zvolikaj“
- 2022: „Meni ne dzvony“